# Cañón de Fernández
El Parque Estatal Cañón de Fernández es, desde abril de 2004, un área protegida entre los municipios de Lerdo y Cuencamé, en el noreste del estado de Durango, México.
Con una superficie de 17.000 hectáreas, es la principal área de recarga del acuífero de la Comarca Lagunera que comprende, entre otros, los municipios de Lerdo y Gómez Palacio en Durango así como Torreón en Coahuila.

## Valores naturales
Bajo el estatus de Área Natural Protegida se entiende el espacios donde el ambiente original no ha sido esencialmente alterado y éste produce beneficios ecológicos cada vez más reconocidos e importantes.
La biodiversidad del Cañón incluye 581 especies diferentes (entre ellas, 25 especies endémicas) que abarcan aves, peces y vegetación.
Entre las especies existentes están:
- flora: álamo, sauce, ahuehuete, huizache, mezquite, ocotillo, y distintos tipos de cactus.
- aves: aguililla de cola roja, aguililla gris, pato del bosque, águila pescadora, auras, capiturrín, cardenal, cardenal chivo, tángara roja y chara verde.
- mamíferos: zorro, cacomixtle, coyote, ardilla, conejo de cola blanca.
- reptiles: víboras de cascabel, víbora con patas,coralillos, lagartija de collar,perritos de la pradera .
- además hay de 27 tipos de peces.

Además, visitan el cañón de Fernández algunas especies migratorias como el pato canadiense. 
Otras especies, como el agave victoria reginae, que requiere 40 años para desarrollarse, o el cactus reina de la noche, que florea una sola vez al año y por la noche, se encuentran en peligro de extinción.

Es importante conservar las especies originales, hay que plantar más árboles, hay que cuidar las reservas naturales, el agua, etc.

## Turismo ecológico
Este ecosistema atrae a cientos de personas que gustan de actividades como el ciclismo de montaña, la observación de aves, del paisaje, el motociclismo, el alpinismo, el kayak, etc.
Actividades como el motociclismo están generando un enorme daño a este ecosistema, siendo esta una actividad permitida. También la pesca desmedida ha hechos estragos en las poblaciones de peces.
El Cañón de Fernández es un sitio muy representativo e importante de la Comarca Lagunera; de la Cuenca Baja del Nazas que empieza donde se ubica la presa, de los pocos que conservan el agua naturalmente.
Eran 300 kilómetros que se tenían hasta la Laguna de Mayrán, de lo cual queda muy poco y este lugar, es el único tramo que aún conserva sus valores naturales.
Cuenta con aproximadamente 30 a 32 kilómetros de río, es el único lugar que conserva la humedad por los servicios ambientales que se proporcionan, se hace una limpieza del agua que más abajo vendrá a recargar el acuífero. En su ecosistema se anidan muchas aves acuáticas y otro tipo de mamíferos, además de seguir conservando ahuehuetes de mil 300 años de antigüedad.
Por todo esto, el Cañón de Fernández se convirtió en un área natural protegida en la entidad y es uno de los lugares más importantes de la región Lagunera.

## Apoyo
En los años recientes, diversas asociaciones como Biodesert, la World Wildlife Fund, y Eco-Cañón han generado programas y acciones de apoyo. Prodefensa del Nazas, A.C. ha tenido un papel central en conseguir la declaratoria del Parque Estatal Cañón de Fernández en 2004 y su inscripción en la Convención Ramsar como Humedal de Importancia Internacional en 2008. También colaboran institutos educativos como la Facultad de Agricultura y Zootecnia, así como la Facultad de Ciencias Biológicas, ambas de la Universidad Juárez del Estado de Durango. El Cañón de Fernández requiere de más apoyos para poder completar la plantilla de su administración y poder ampliar la cobertura a todos los programas productivos y de conservación que requiere.